# Thesingeburen
Thesingeburen was een buurtschap tussen Steerwolde en Thesinge. De naam wordt voor het eerst in de vijftiende eeuw genoemd als Thesinger Buyre, waarmee vermoedelijk de inwoners van latere kerspel Thesinge werden bedoeld, die na de opheffing van de dorpskerk van Steerwolde ter kerke mochten gaan in de kloosterkerk van Thesinge. Dit wellicht ter onderscheiding van de inwoners van het dorp Thesinge, die op het de terreinen van het klooster woonden. Na de zeventiende eeuw verdwijnt de naam.